# Нечаянська волость
Нечаянська волость — історична адміністративно-територіальна одиниця Одеського повіту Херсонської губернії.
Станом на 1886 рік складалася з 15 поселень, 15 сільських громад. Населення — 2106 осіб (1101 чоловічої статі та 1005 — жіночої), 401 дворове господарство.
|                     | Площа, десятин | У тому числі орної, дес. |
| ------------------- | -------------- | ------------------------ |
| Сільських громад    | 3548           | 3395                     |
| Приватної власності | 61893          | 21232                    |
| Казенної власності  | 1939           | 653                      |
| Іншої власності     | 241            | 240                      |
| Загалом             | 67621          | 25520                    |

Найбільші поселення волості:
- Нечаяне — село при річці Березань за 95 верст від повітового міста, 520 осіб, 82 двори, православна церква, школа, земська станція, камера мирового судді, лавка. За 4 версти — поштова станція. За 17 верст — рибний завод. За 18 верст — православна церква, лавка.
- Данилівка (Резанова) — село при річці Березань, 132 особи, 32 двори, лавка.
- Дмитрівка (Вінтулівка) — село при річці Сасик, 154 особи, 31 двір, лавка.
- Миколаївка (Луб'янка) — село при річці Сасик, 98 осіб, 26 дворів, лавка.